# Han Ying
Han Ying (chiń. 韓瑩; ur. 29 kwietnia 1983) – niemiecka tenisistka stołowa pochodzenia chińskiego, srebrna medalistka olimpijska, multimedalistka mistrzostw Europy, trzykrotna medalistka igrzysk europejskich. 
W 2010 roku otrzymała niemieckie obywatelstwo, od 2011 roku reprezentuje Niemcy na arenie międzynarodowej. W 2016 roku wzięła udział w igrzyskach olimpijskich w Rio de Janeiro. Zaprezentowała się w dwóch konkurencjach – zdobyła srebrny medal olimpijski w grze drużynowej (wspólnie z nią niemiecki zespół stanowiły Shan Xiaona i Petrissa Solja), natomiast w grze pojedynczej uplasowała się na piątej pozycji.
W latach 2013–2018 zdobyła siedem medali mistrzostw Europy (cztery złote, jeden srebrny i dwa brązowe), a w latach 2015–2019 trzy medale igrzysk europejskich (dwa złote i jeden srebrny).